# BelAZ 75710
El  BelAZ 75710 es un camión minero clase ultra, construido por el fabricante bielorruso BelAZ. Con sus 450 toneladas métricas de capacidad (496 toneladas cortas), es el camión minero más grande y con mayor capacidad de carga del mundo.

## Diseño
El BelAZ 75710 tiene la configuración convencional de dos ejes, pero con ruedas dobles en cada extremo, a la manera del camión International Payhauler 350; de ese modo necesita ocho neumáticos 59/80 R63. Tiene tracción y dirección hidráulica en las cuatro ruedas. El radio de giro es de 20 metros.
El 75710 puede acarrear 450 toneladas métricas de carga. Su peso sin carga es de 360 toneladas, mucho mayor que el del modelo previo, el cual era de 240 toneladas. Mide 20.6 metros de largo, 8.16 metros de alto y 9.87 metro de ancho. La caja tiene, relativamente, poca profundidad, de manera que limita o ajusta el volumen de material que puede ser acarreado.
En lugar de un solo motor, la transmisión electromecánica Siemens MMT500 está acoplada con dos motores diésel de 65 litros, 16 cilindros y 2300 HP. Ambas máquinas dan un total de 4600 HP.  El consumo de combustible es de 198 g/kWh por cada motor, con la opción de operar solo uno si la carga es menor. Su velocidad máxima es de 64 km/h y en pendientes de 9° a plena carga puede sostener una velocidad de 40 km/h.

## Historia del proyecto
La compañía de construcción Building Trust 3 construyó un nuevo edificio de producción para BelAZ, el cual produciría el camión minero 75710. En total, BelAZ invirtió 644 millones de dólares en el incremento de las capacidades de sus líneas productivas. El primer 75710 fue entregado en la Cuenca Kuznetsk en 2013.
El anterior título de camión minero más grande del mundo era ostentado conjuntamente por el MT6300AC, el cual pertenecía primeramente a la compañía Terex y después fue renombrado como Bucyrus MT6300AC, el Liebherr T282B y el Caterpillar 797F, todos ellos camiones mineros clase ultra con capacidades de carga de 400 toneladas cortas.